# Lucien Hauman
Lucien Leon Hauman-Merck, född den 8 juli 1880 i Ixelles, död den 16 september 1965 i Bryssel, var en belgisk botaniker som studerade och samlade växter i Sydamerika och Afrika.
Den botaniska trädgården Jardín Botánico Lucien Hauman i Buenos Aires är uppkallad efter honom, liksom släktena Haumania och Haumaniastrum samt växter med epitetet haumanii.
Auktorsnamnet Hauman kan användas för Lucien Hauman i samband med ett vetenskapligt namn inom botaniken; se Wikipediaartiklar som länkar till auktorsnamnet.